# Zheng Yixin
Dans ce nom chinois, le nom de famille, Zheng , précède le nom personnel.
Pour les articles homonymes, voir Zheng.
Zheng Yixin, née le 6 mai 1995 à Zhangzhou, Fujian est une joueuse chinoise de volley-ball. 
Elle est la bloqueuse centrale de l'équipe de Chine féminine de volleyball.

## Biographie
Zheng Yixin participe au dernier tour du Grand Prix mondial de volleyball 2015   à Omaha dans le Nebraska.
Elle est sélectionnée en 2017 dans l'équipe nationale féminine chinoise de volleyball pour le Grand Prix mondial de volleyball à Macao. La dernière partie de la compétition s'est déroulée à Nanjing en Chine où la Chine termine quatrième.